# Mallos niveus
Espèce
Synonymes
- Mallos alpheus Chamberlin, 1948
- Emblyna urica Chamberlin, 1948

Mallos niveus est une espèce d'araignées aranéomorphes de la famille des Dictynidae.

## Distribution
Cette espèce se rencontre au Canada en Colombie-Britannique, aux États-Unis en Arizona, au Nouveau-Mexique, au Colorado, en Utah, en Idaho, au Washington et au Texas et au Mexique au Sonora, au Chihuahua, au Durango, au Nayarit, au Jalisco, en Hidalgo et au Guanajuato entre 1 000 et 2 000 m d'altitude,,.

## Description
Les mâles mesurent de 1,30 à 2,80 mm et les femelles de 2,72 à 4,00 mm.

## Publication originale
- O. Pickard-Cambridge, 1902 : Arachnida. Araneida. Biologia Centrali-Americana, Zoology. London, vol. 1, p. 305-316 (texte intégral).